# Turberville (Adelsgeschlechter)

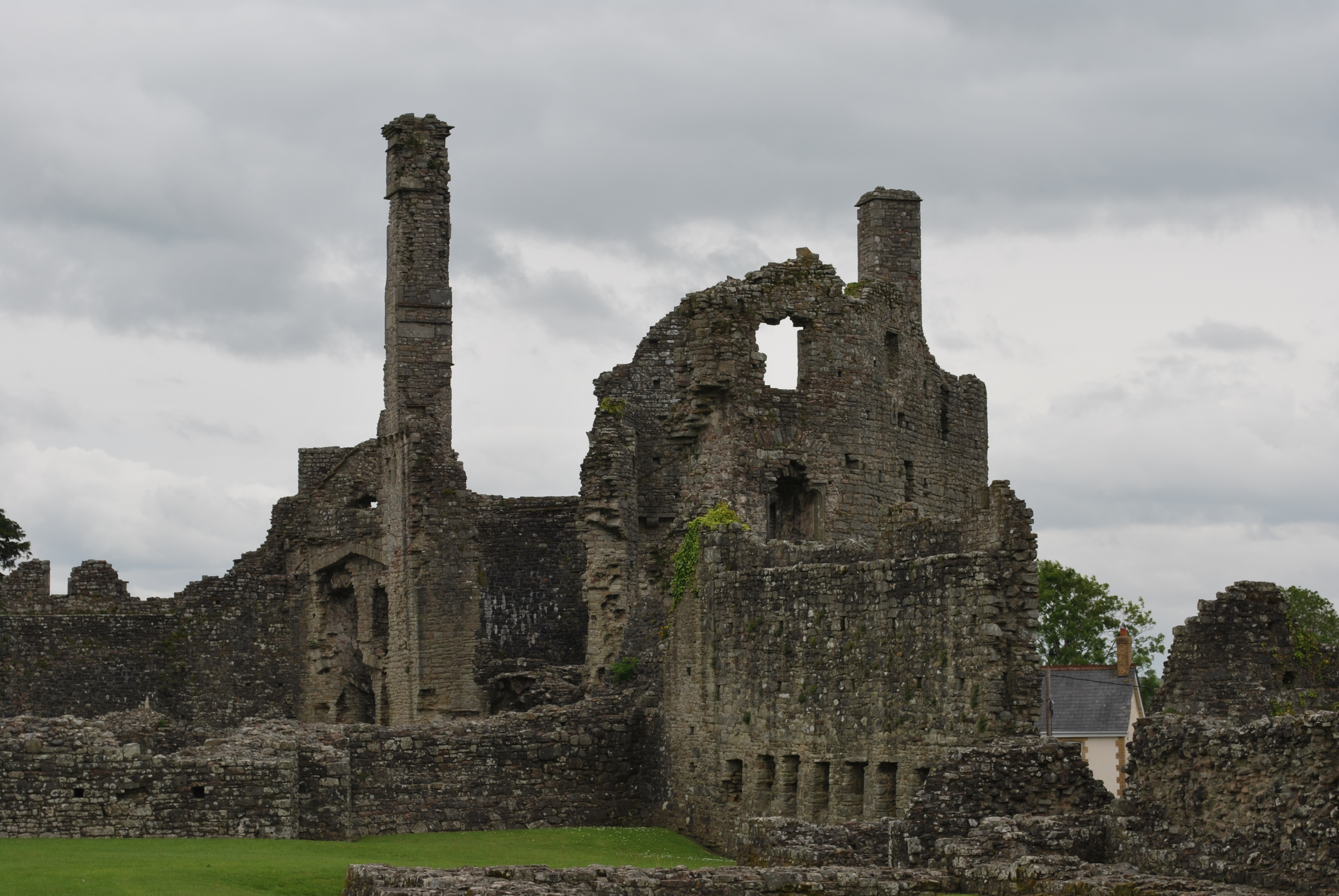
Die Ruinen von Coity Castle, dem Hauptsitz der Familie Turberville von Coity

Turberville ist der Name von mehreren anglonormannischen bzw. englischen Familien, die sich nach Thouberville in der Normandie benannten. Ein Kämpfer dieses Namens wird bereits während der normannischen Eroberung von England erwähnt. Inwieweit die Familien aber auf gemeinsame Vorfahren zurückgeführt werden können, ist nicht belegt. Nach Thouberville nannten sich unter anderem die Turbervilles von Coity in Glamorgan, von Crickhowell in Brecknockshire, von Melcombe und von Bere Regis in Dorset.

## Turberville von Coity

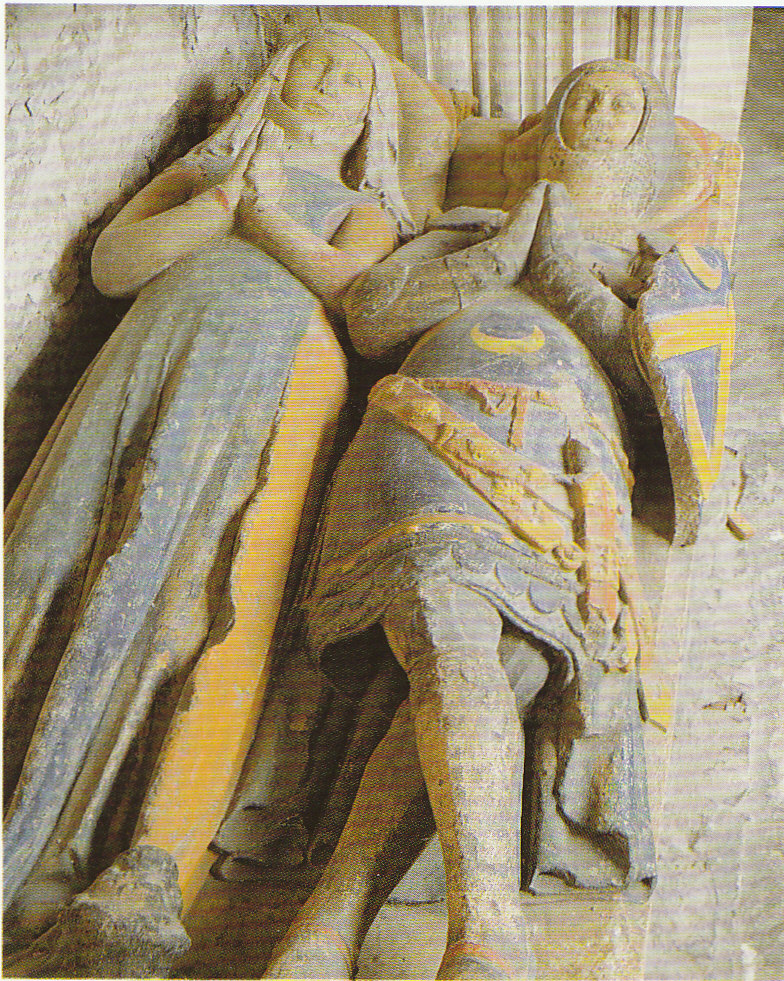
Grabdenkmal von Katherine Turberville und Roger Berkerolles in der Kirche von St Athan

Die Familie Turberville von Coity gehörte ab den 1120er Jahren über 250 Jahre lang zu den Vasallen der Lords of Glamorgan. Dabei gelang es ihnen nicht nur bis ins 14. Jahrhundert die Familienbesitzungen zusammenzuhalten, sondern durch mehrere Heiraten erheblich zu erweitern. Vom Wohlstand und von der Bedeutung der Familie zeugen die Ruinen des Hauptsitzes Coity Castle. Neben Schenkungen an verschiedene Klöster wie Ewenny Priory oder Neath Abbey ermöglichte die Familie im 14. Jahrhundert auch den Bau der Pfarrkirchen von Coity und Coychurch.
Während der normannischen Eroberung von Wales erwarb Payn I de Turberville als Vasall von Robert Fitzhamon vermutlich schon zu Beginn des 12. Jahrhunderts die Herrschaft Coity im westlichen Glamorgan. Er begann vermutlich wenig später mit dem Bau von Coity Castle. Sein ältester Sohn Gilbert I de Turberville erbte von seiner Mutter Sibyl de Londres mehrere Ländereien der Familie Londres bei Ogmore. Gilbert II de Turberville, ein Enkel von Gilbert I, erwarb nach 1219 durch seine Heirat mit einer Tochter von Morgan Gam, des walisischen Lords von Afan, Besitzungen auf Gower, dazu erhielt er von König Johann Newcastle Castle. Sein Urenkel Payn III de Turberville war nach dem Tod von Gilbert de Clare, 7. Earl of Gloucester von 1315 bis 1316 Verwalter von Glamorgan, ehe die Herrschaft an die Familie Despenser fiel. Payn III teilte die Besitzungen unter seinen Söhnen Gilbert IV und Richard II de Turberville auf. Richard II erbte aber nach dem kinderlosen Tod seines Neffen Gilbert V 1350 die gesamten Besitzungen der Familie. Er starb jedoch 1366 oder 1367 ohne eigene Nachkommen, so dass er die Besitzungen an die jüngeren Söhne seiner fünf Schwestern vererbte. Coity Castle fiel zunächst an Sir Lawrence Berkerolles. Nachdem dieser 1411 ohne männliche Nachkommen gestorben war, erbte nach einem Erbstreit mit Edward Stradling William II Gamage, ein Urenkel von Richard de Turbervilles jüngster Schwester Sarah die Herrschaft und den Großteil der Besitzungen.
Mehrere, teils durch uneheliche Söhne begründete Nebenlinien der Familie bestanden bis 16. Jahrhundert, doch keine dieser Linien gelang es, einen größeren Besitz zu erwerben.

### Stammliste (Auszug)
1. Payn I de Turberville (bl. 1126–1130)
  1. Gilbert I de Turberville († vor 1183)
    1. Payn II de Turberville († vor 1208)
      1. Gilbert II de Turberville († um 1238)
        1. Gilbert III de Turberville († zwischen 1262 und 1281)
          1. Richard I de Turberville († vor 1303)
            1. Payn III de Turberville († zwischen 1319 und 1327)
              1. Gilbert IV de Turberville († vor 1349)
                1. Gilbert V de Turberville († 1350)

              2. Richard II de Turberville (um 1320–um 1367)
              3. Katherine ⚭ Sir Roger Berkerolles († 1351)
              4. Sarah ⚭ William Gamage

  2. Simon de Turberville († vor 1166)

## Turberville von Crichhowell
Eine Familie Turberville besaß die Herrschaft Crickhowell im walisischen Brecknockshire, deren Mittelpunkt Crickhowell Castle war. Allerdings kann die Familie weniger gut als die Turbervilles von Coity nachvollzogen werden, mit denen oder mit anderen gleichnamigen Familien in England sie oft verwechselt wird. Ein Robert Turberville wird 1121 als führender Vasall von Bernard de Neufmarché genannt. 1215 und 1220 bezeugen Hugh Turberville und Richard Turberville Urkunden in Brecon. 1273 war Hugh de Turberville als Vasall von Reginald Fitzherbert von Blaenllynfi Herr von Crickhowell. Thomas de Turberville, der 1295 als Verräter hingerichtet wurde, war vermutlich sein Sohn. Durch die Heirat von Sybil, der Tochter von Hugh de Turberville, fiel Crickhowell an die Familie Paunceforte.

## Turbeville von Melcombe

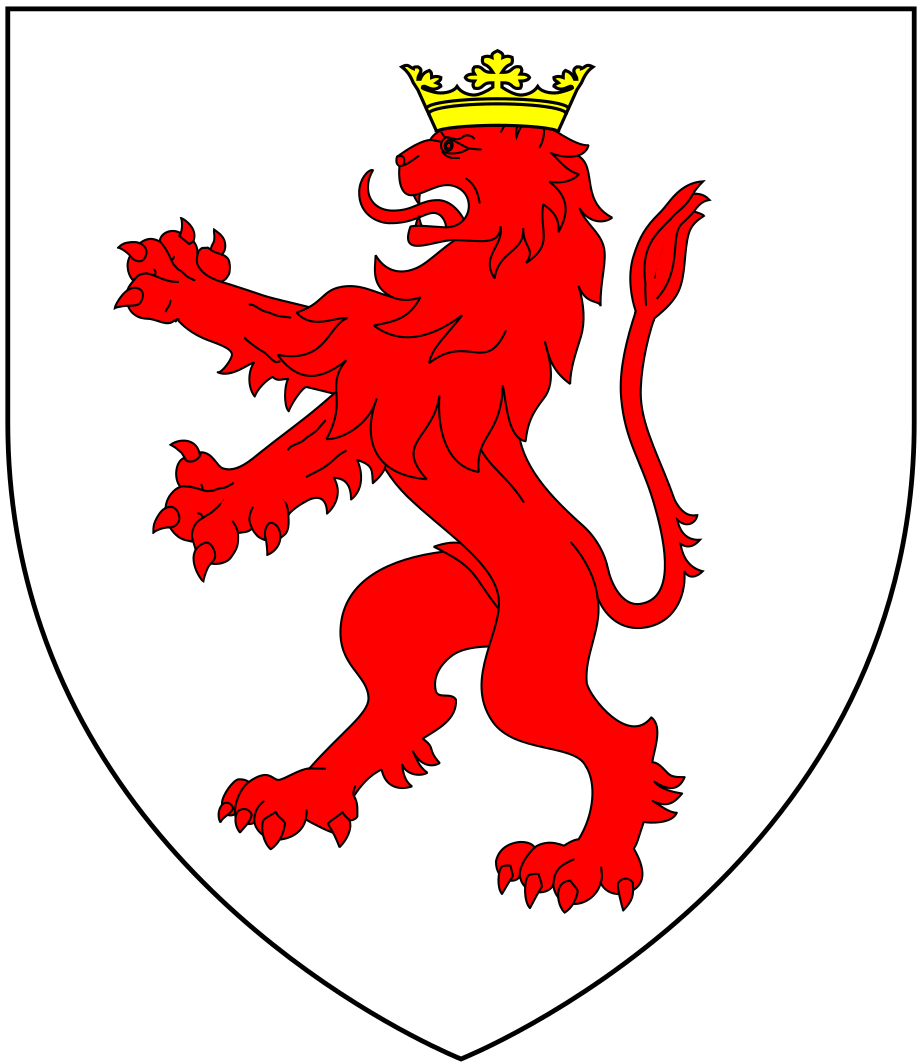
Wappen der Turbervilles von Bere Regis

Eine weitere Familie, die sich Turbeville oder Trubleville nannte, war wohl erst zu Beginn des 13. Jahrhunderts von der Normandie nach Dorset gekommen, wo sie Landbesitz bei Melcombe besaß. Ihr gehörte vermutlich der Militär Henry de Trubleville an. Er starb 1239 ohne eheliche Nachkommen, so dass die Familie erlosch.

## Turberville von Bere Regis
Aus Bere Regis in Dorset stammten Sir Richard Turberville und sein Sohn Sir Robert Turberville, die im 14. Jahrhundert Abgeordnete im House of Commons waren. Auch wenn nach Robert Turberville kein Mitglied der Familie mehr als Abgeordneter für das House of Commons gewählt wurden, gehörte die Familie bis zum Ende des 16. Jahrhunderts zu den einflussreichen Familien der Gentry von Dorset. James Turberville aus Bere Regis war von 1555 bis 1559 Bischof von Exeter.
Der 1891 erschienene Roman Tess von den d’Urbervilles von Thomas Hardy bezieht sich auf die Familie Turberville von Bere Regis.